# 本都统治者列表
这是一份本都王国统治者的列表。

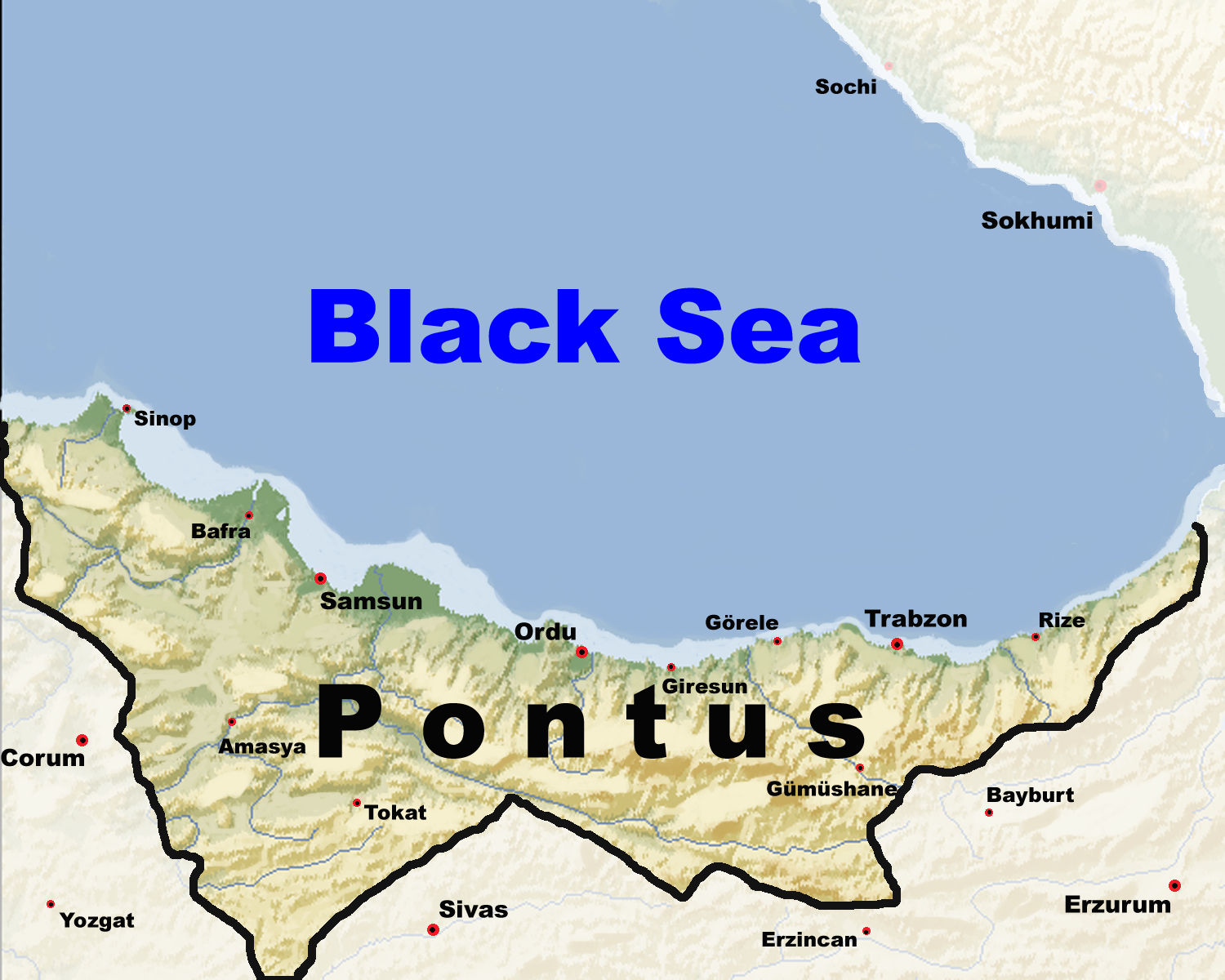
本都王国的版图

本都是希腊化时代安纳托利亚的一个重要王国，其国王可能具有伊朗血统。
- 米特里達梯一世 前302年－前266年
- 阿里奥巴尔赞 前266年－前250年
- 米特里達梯二世 前250年－前220年
- 米特里達梯三世 前220年－前185年
- 法爾奈克一世 前185年－前170年
- 米特里達梯四世 前170年－前150年
- 米特里達梯五世 前150年－前121年
- 米特里達梯六世 前121年－前63年
- 法尔纳克二世 前63年－前47年
- 大流士 前39年－前37年
- 波列蒙一世 前37年－前8年
- 皮托多里斯 前8年－23年
- 波列蒙二世 38年－64年